# Skolans skräck
Skolans skräck är en tysk komedifilm från 1944 i regi av Helmut Weiss med manus av Heinrich Spoerl. Filmens huvudroll görs av Heinz Rühmann i vad som kom att bli en av hans populäraste roller. Han spelar en vuxen man som börjar i skolan där han driver lärarna till vansinne med olika spratt. Då han själv fått privatundervisning är skolgång i en vanlig skola något han velat uppleva sedan han hört bekanta berätta anekdoter om sin skoltid.

## Rollista
- Heinz Rühmann - Johannes Pfeiffer / Hans Pfeiffer
- Karin Himboldt - Eva
- Hilde Sessak - Marion
- Erich Ponto - Crey
- Paul Henckels - Bömmel
- Hans Leibelt - Knauer, kallad "Zeus"
- Lutz Götz - Dr. Brett
- Hans Richter - Rosen
- Hedwig Wangel - Haushälterin
- Anneliese Würtz - Frau Windscheidt
- Margarete Schön - Frau Krauer